# Октябрьский район (Гродно)
Октябрьский район (бел. Кастрычніцкі раён) — одна из двух существующих административно-территориальных единиц в составе города Гродно (Беларусь).

## История
Район был образован согласно Указу Президиума Верховного Совета БССР от 7 апреля 1978 года. 1-я учредительная районная партийная конференция состоялась 25 апреля 1978 года, на которой 1-м секретарем был избран Андреевский С. М., 2-м секретарем — Забродский Г. А., а 3-м секретарем — Аламаха С. В. 17 мая 1978 года была проведена 1-я сессия районного Совета народных депутатов, на которой председателем райисполкома был выбран Ершов Г. С.
В 1978 году площадь района составляло 3,4 тыс. гектаров, на которой проживало 86 тысяч человек.
Указом Президента Республики Беларусь от 19 сентября 1995 года №383 и решением Гродненского городского исполнительного комитета от 7 февраля 1996 года №79 Октябрьский районный исполнительный комитет был преобразован в администрацию Октябрьского района города Гродно.
Согласно Указу Президента Республики Беларусь от 24 апреля 2008 года в состав Октябрьского района были включены 15 деревень и 2 поселка.

## Экономика
В химической промышленности заняты такие промышленные предприятия, как ОАО «Гродно Азот», филиал «Завод Химволокно» ОАО "Гродно Азот", ОАО «Белвторполимер», ОАО «Гроднорайагросервис» и ООО «Олика-Пак».
Строительные материалы производят завод ЖБК ОАО «Гроднопромстрой», подсобное производство ЖБК ОАО «СМТ № 30», ДП «Гродненский завод ЖБИ» и ПТ ООО «Тайфун».
В лёгкой промышленности работают ОАО «Гродненская обувная фабрика „Неман“», СООО «Конте СПА», СП «Динамо Програм» ООО, ООО «Ювита» и СООО «Неман Сплав».
Деревообрабатывающее подразделение ОАО «Гродножилстрой», СП ЗАО «Теста», ИООО «БелГро», СП «БелДрев» и СООО «Кидмаш» работают в деревообрабатывающей промышленности.
Ремонтом машин, а также оборудования занимаются ЧРУП «РМК Гродненского Облпотребсоюза», УП «Реммонтажналадка», ГОУП «Инфотехсервис», ОАО «Гродноавтосервис» и УМП «Агроавтозапчасть».
В пищевой промышленности работают ОАО «Гродненская табачная фабрика „Неман“», УДП «Гродненский консервный завод», ГПТФ ОАО «Гроднохлебопродукт», ООО «Биоком», ОДО «Фирма АВС» и СООО «Фирма АВС Плюс».
В машиностроении работают ОАО «Белкард», ОАО «Гродненский механический завод», ОАО «Гродногазстройизоляция», СОАО «Дифа» и ЗАО «Облагропромэнерго».